# Трансаляскинський нафтопровід

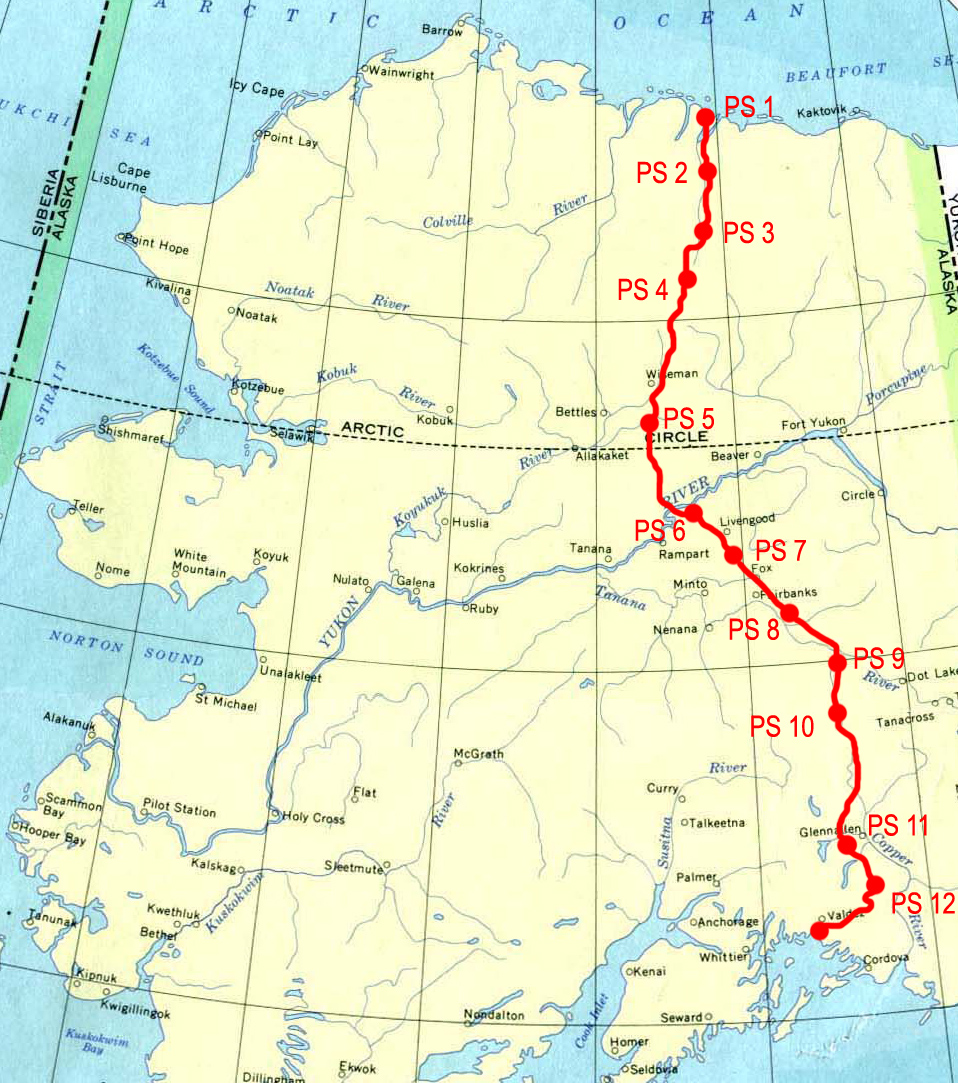
Маршрут Трансаляскинського нафтогону.

Профіль маршруту.

Трансаляскинський нафтопровід (англ. Trans-Alaska Pipeline, Trans-Alaska Pipeline System, TAPS) — нафтогін на Алясці (США). Призначений для перекачування нафти, яку видобувають на родовищі Прадхо-Бей на Північному Схилі, до незамерзаючого порту міста Валдіз на її південному узбережжі, звідки танкери перевозять нафту на нафтопереробні заводи штату Каліфорнія.
Перетинає Аляску з півночі на південь, довжина нафтопроводу 1288 км. Складається з нафтогону сирої нафти, 12 помпових станцій, декількох сотень миль трубопроводів, що підводять до терміналу в місті Валдіз. Нафтогін є однією з найбільших подібних споруд. Належить компанії «Alyeska Pipeline Service Company».

## Історія
Нафтова криза 1973 року призвела до значного підвищення цін на нафту, особливо у США, що зробило рентабельним видобування нафти на приполярних родовищах, відкритих 1968 року. Рішення про побудову нафтопроводу (англ. Trans-Alaska Pipeline Authorization Act) ухвалили наприкінці 1973 року. Втім, будівництво трубопроводу зіткнулося з багатьма проблемами, головним чином дуже низькою температурою, складною й ізольованою місцевістю. Нафтогін був одним з перших проєктів, що зіткнувся з проблемами вічної мерзлоти, необхідно було розробити нові технології будівництва в ґрунті, що промерз.
Будівництво нафтогону почалося в 1974 р. Споруджував його консорціум у складі «Бритиш петролеум», «Екссон» і «Атлантик Ричфілд» — трьох найбільших нафтових монополій, яким належали ліцензії на територію родовища Прадхо-Бей. На будівництві працювало більше 20 000 осіб з різних країн, що спричинило бурхливе зростання таких міст, як Валдіз, Фербанкс та Анкоридж.
Відкриття нафтопроводу відбулося 20 червня 1977 року. Нафтогін був повністю завантажений до кінця року. У часи найбільшої навантаженості через нього прокачували до 2 мільйони барелів (320 000 м3) сирої нафти на день.
Під час експлуатації сталося кілька серйозних інцидентів, пов'язаних із розливом нафти. Серед них саботаж будівництва, помилки обслуговування, умисне ушкодження[джерело?].
Станом на 2010 рік нафтогоном сумарно було перекачано майже 16 мільярдів барелів (2,5×109 м3) нафти.

## Особливості нафтогону

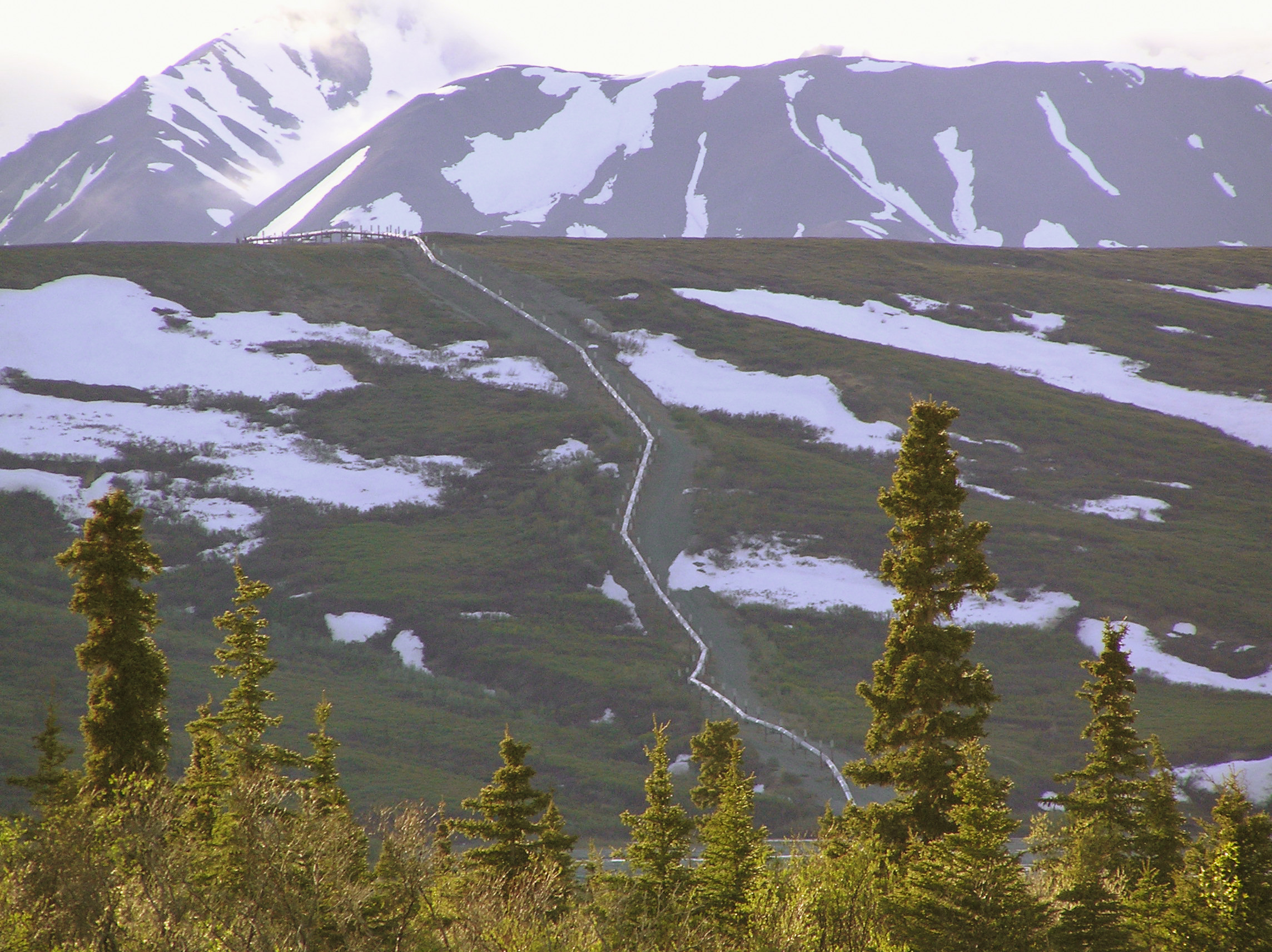
Ділянка надземної прокладки.

Нафта, що надходить зі свердловин на поверхню, має температуру 80 °C, що не дозволяє прокладати труби в ґрунтах вічної мерзлоти, тому північний 680-кілометровий відрізок до долини Юкону переважно прокладено над землею, на спеціальних шестиметрових опорах. Південний відрізок нафтогону прокладено в траншеях глибиною 4-6 м через те, що за час транспортування нафти (від Прадхо-Бей до порту Валдіз) становить 4,5 доби, так що наприкінці траси в результаті природного охолодження її температура опускається до 30 °C. Траса нафтогону перетинає два високі гірські хребти і 800 річок та струмків, серед яких такі великі річки, як Юкон і його притока Танана.
У районі траси кочують оленячі стада чисельністю до 100 000 голів. На південному відрізку нафтогін прокладено під землею, він не заважає оленям. На північному відрізку для оленів зроблено проходи.
Має довжину 1288 км при діаметрі труб 1200 мм (48 дюймів) Його пропускну спроможність, що становила спочатку 23 млн т нафти на рік, потім довели до 80 і до 120 млн т. Загальна вартість будівництва сягнула $7 млрд, не рахуючи приблизно таких самих витрат на охорону довкілля.
Є одним з найзахищеніших трубопроводів у світі. Спроєктований інженером Єгором Поповим так, щоби витримати землетрус магнітудою[уточнити] до 8,5 балів[джерело?]. Його проклали над землею на спеціальних опорах з компенсаторами на гравійних подушках, що дозволяє трубі ковзати по металевих рейках у горизонтальному напрямку майже на 6 м, і на 1,5 м вертикально. Крім того, траса нафтогону прокладена ламаною (зигзагоподібною) лінією для компенсації напружень, що зумовлюються поздовжніми сейсмічними коливаннями та температурним розширенням труб.
У листопаді 2002 року в Деналі стався землетрус магнітудою 7,9 балів, але нафтогін залишився неушкодженим.
Подібна сейсмічна загроза зафіксована і в 2025 році. За даними Центру землетрусів Аляски, розлом Тінтіна непомітно нарощує підземний тиск та може спровокувати потужний землетрус магнітудою 7,5 і більше. Цього буде достатньо, щоб зруйнувати дороги й трубопроводи, зокрема Трансаляскинський нафтопровід, а також спровокувати зсуви ґрунту в США і Канаді.
Для функціонування нафтогону необхідно, щоб по ньому прокачували деякий обсяг нафти, хоча він, на відміну від максимального, точно не відомий. Менші потоки збільшують термін служби труб і устаткування. У 2012 році обсяг знизився до 600 тисяч барелів (95 000 м3) на день, що значно менше проєктних норм. Малий обсяг прокачують трубопроводом повільніше, через що температура нафти знижується більше, ніж під час перекачуванні великого обсягу. Під час переохолодженні відбувається випадання твердого осаду (парафінів) і можливе виникнення пробок, які потребуватимуть зупинки трубопроводу й ремонту. 2011 року в звіті компанії «Alyeska Pipeline Service Company» пропонувалося оснастити насосні станції підігрівниками, щоб уникнути переохолодження, при цьому стало б можливим зменшити потоки до приблизно 350 тисяч барелів (56 000 м3) на день.